# Generalmönstring

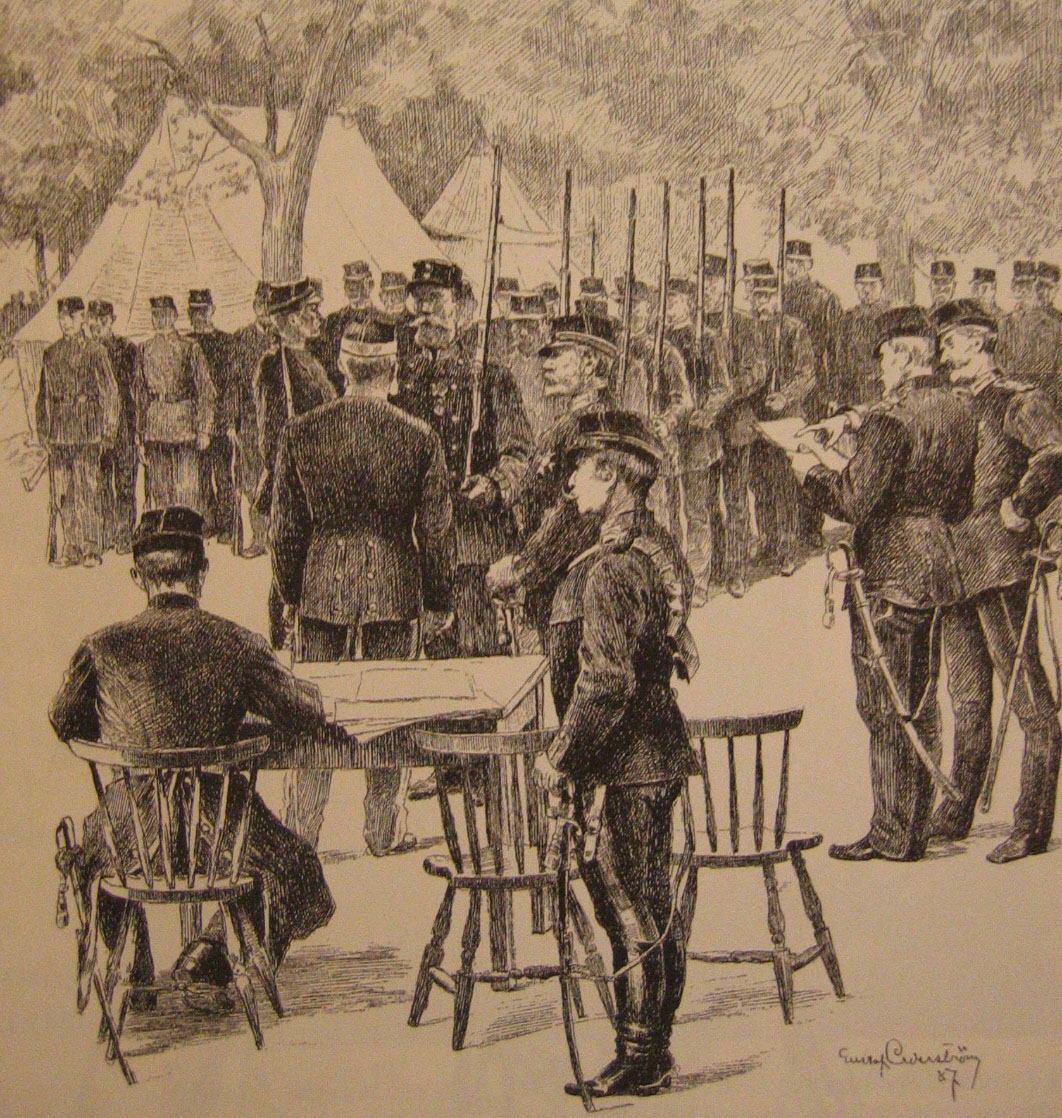
Generalmönstring. Teckning av Gustaf Cederström 1887.

Generalmönstring kallades den mönstring inom krigsmakten som genomfördes för att undersöka personalens, hästarnas och materialets tillstånd.

## Historia
Generalmönstringen har sitt ursprung i de vapensyner eller s.k. mönstringar som ända sedan 1200-talet hölls med frälset för att kontrollera att rustningstjänsten hade fullgjorts enligt föreskrift. De kom senare att omfatta alla stående trupper. Efter att det yngre indelningsverkets hade införts av Karl XI genomfördes noggranna mönstringar, som då fick benämningen generalmönstring, av kungen själv eller av en general som han hade utsett. Så småningom bestämdes att generalmönstring skulle hållas än vart femte, än vart tredje år och även med värvade trupper.

## Genomförande
Vid generalmönstringen inventerades hela regementet. När en ny soldat hade rekryterats och blivit godkänd av kompanichefen blev han rekryt för att sedan bli soldat först vid nästa generalmönstring om han approberades, d.v.s. antogs. Avsked kunde också bara beviljas vid generalmönstringen och skedde på knektens egen begäran eller på order från armén. Anledning till avsked kunde vara hög ålder, krigsskada eller sjukdom. Avskedade soldater kunde bli gratialister, d.v.s. erhålla pension om vissa villkor uppfylldes. Understödet utbetalades av Vadstena krigsmanshuskassa.

## Generalmönsterrullor
Till varje generalmönstring upprättades utförliga generalmönsterrullor, som utgör de bästa källorna för våra regementens historia, och själva förrättningen ägde rum med en stor ceremoni. Generalmönstringarna avskaffades 1905, sedan befogenheten att bevilja manskap avsked överflyttats till regementscheferna.
Innehåll i generalmönsterrullorna
Först redovisas regementsofficerarna och därefter kompaniofficerarna i respektive kompani eller skvadron. Inom varje kompani kommer kompaniofficerarna först därefter underofficerarna och sedan underbefälen och manskapet. För de meniga antecknades soldatnummer, rotens namn, soldatnamn, födelselandskap, ålder, antal tjänsteår, längd, civilt yrke och civilstånd. I en anmärkningskolumn förtecknades också hur soldaten skött sin tjänst, vilka fälttåg han deltagit i, erhållna blessyrer och skador, frånvaro vid mönstringen och beviljat avsked. Efter 1810 upptogs även erhållna medaljer. I kavalleriregementenas rullor infördes även detaljerade uppgifter om tillståndet för ryttarens häst. 

## Marinen
Även i flottan genomfördes generalmönstringar. Sjömans- och skeppsgossekårerna mönstrades vart tredje år och båtsmanshållen vart femte på ovan beskrivet sätt. Sedan 1908 är generalmönstring avskaffad inom svenska marinen (Flottan och Kustartilleriet).